# アラフエラ
アラフエラ (スペイン語：Alajuela /alaˈxwela)は、コスタリカのアラフエラ州の州都。
2016年の人口は18万7500人で、国内4位。
コスタリカ中央渓谷に位置し、首都であるサン・ホセ都市圏に含まれる。
国民的英雄のフアン・サンタマリーアの生誕地で、南部には同名のフアン・サンタマリーア国際空港が有る。

## 人口
- 2000年6月30日：10万5400人
- 2011年6月30日：17万5400人
- 2016年6月30日：18万7500人

## 歴史

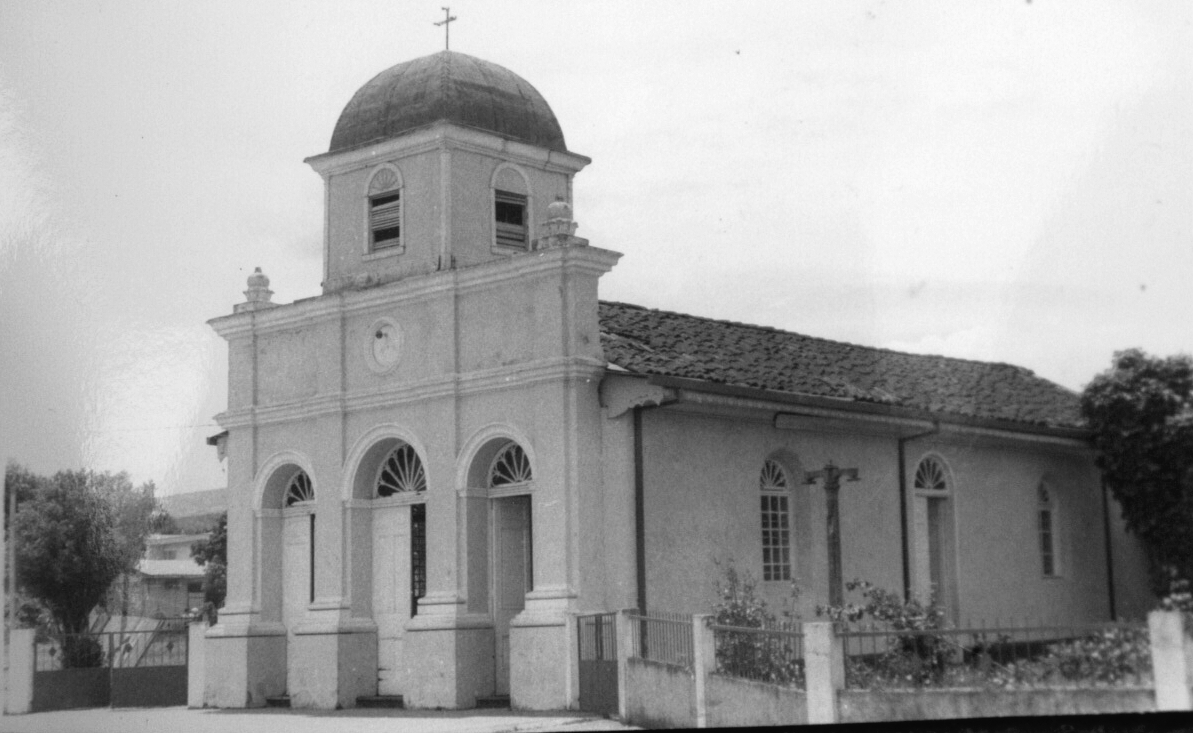
エル・リャノの古庵

先コロンブス期には、西のフエタル王国の一部だった。
スペイン人の侵略時の首長はガラビトだった。
1650年頃、スペイン人の最初の植民者がアラフエラに集落を建設した。
1813年、町に昇格し、初代町役場が建設された。
1824年、市に昇格し、アラフエラに改名された。
1856年、国民的英雄のフアン・サンタマリーアが、コスタリカの主権を脅かす侵略者を排除する中で戦死した。
彼の命日の4月11日は、国民の休日になっている。
2009年1月8日、コスタリカ地震 (2009年)で複数の土砂崩れが起きた。

## 経済

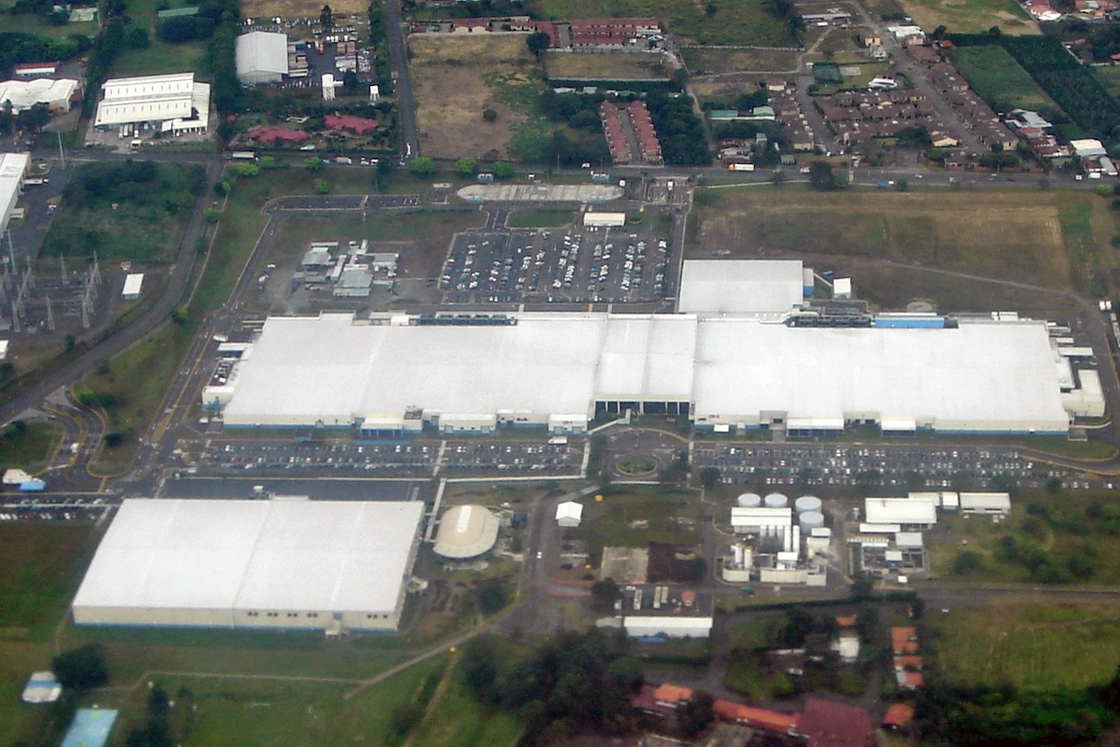
インテル・コスタリカ

### 農業
- 珈琲
- 砂糖黍
- 大豆
- 豆
- 煙草
- 柑橘
- 苺
- 芋
- 花
- 観賞植物
- 養鶏
- 養蜂
- 養豚
- 酪農

### その他
自由貿易地区で重工業に投資が行われている。

## スポーツ

### サッカー
共に本拠地はアレハンドラ・モレラ・ソト競技場。
- ADカルメリタ
- LDアラフエレンセ

## 写真

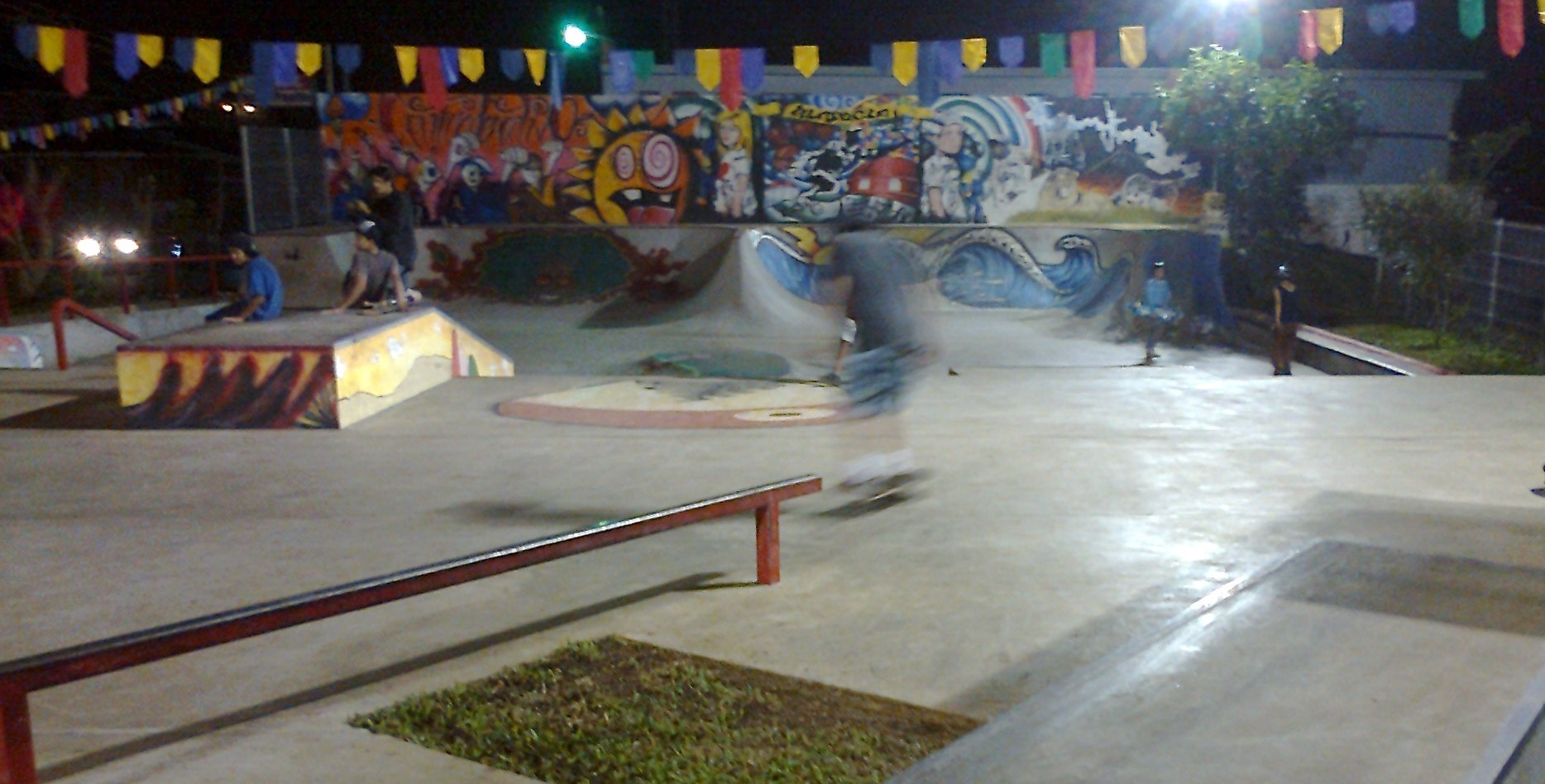
アラフエラ・スケート公園

## 姉妹都市
- スペイン、カナリア諸島、サン・バルトロメ・デ・ティラハナ（英語版）[4]
- ドイツ、バーデン＝ヴュルテンベルク州、フライブルク行政管区、オルテナウクライス（英語版）、ラール（英語版）[5]
- イタリア、ヴェネト州、パドヴァ県、モンテグロット・テルメ[6]
- イタリア、フリウリ＝ヴェネツィア・ジュリア州、ウーディネ県、ボルダーノ[6]
- アメリカ合衆国、カリフォルニア州、ロサンゼルス郡、ダウニー[7]
- アメリカ合衆国、アラバマ州、ヒューストン郡、ドーサン
- メキシコ、ハリスコ州、グアダラハラ[8]
- 中華人民共和国、浙江省、杭州市

## 著名人
- ホセ・マリア・アルファロ・ザモラ（英語版）(1799–1856)：大統領(1842–44,1846–47)
- フロレンティーノ・アルファロ・ザモラ（英語版） (1805–1873)：政治家
- フアン・サンタマリーア（英語版）(1831–1856)：国民的英雄
- トマス・ガルディア・グティエレス（英語版）(1831–1882)：大統領(1870–82)
- エミリア・ソロルザーノ・アルファロ（英語版）(1835–1914)：大統領夫人、名誉市民
- ベルナルド・ソト・アルファロ（英語版）(1854–1931)：大統領(1885-1889)
- アナスタシオ・アルファロ（英語版）(1865–1951)：動物学者、地理学者、考古学者、民族学者、コスタリカ国立博物館（英語版）創設者
- レオン・コルテス・カストロ（英語版）(1882–1946)：大統領(1936–40)
- オティリオ・ウラテ（英語版）(1891–1973)：大統領(1949–53)
- ダニエル・コリンドレス：サッカー選手。
- ロナルド・マタリータ：サッカー選手。
- ホセ・ミゲル・クベロ：サッカー選手。
- アルバロ・メセン：サッカー選手。